# كأس البرتغال 2012–13
كأس البرتغال 2012–13 (بالبرتغالية: Taça de Portugal de 2012–13‏) هو الموسم 73 من كأس البرتغال. أقيم خلال الفترة 25 أغسطس 2012 وحتى 26 مايو 2013، وأشرف على تنظيمه اتحاد البرتغال لكرة القدم، وكان عدد الأندية المشاركة فيه 172، وفاز فيه فيتوريا دي غيماريش.